# Herrschaftsgericht Schwarzenberg
Das Herrschaftsgericht Schwarzenberg war ein Herrschaftsgericht der Fürsten von Schwarzenberg zu Schwarzenberg. Es bestand von 1814 bis 1848 als administrative Einheit des Rezatkreises. 1848 wurde es in eine Gerichts- und Polizeibehörde umgewandelt, 1852 wurde daraus das Landgericht Scheinfeld gebildet.

## Lage
Das Herrschaftsgericht grenzte im Westen an das Herrschaftsgericht Markt Einersheim, im Norden an das Herrschaftsgericht Burghaslach und im Süden an das Landgericht Markt Bibart.

## Struktur

### Steuerdistrikte
Das Herrschaftsgericht wurde in 4 Steuerdistrikte aufgeteilt, die vom Rentamt Scheinfeld verwaltet wurden, wobei die eingeklammerten Orte in Verwaltung und Gerichtsbarkeit nicht dem Herrschaftsgericht Schwarzenberg unterstanden:
- Kornhöfstadt mit Dorfmühle, Neuses und Zeisenbronn;
- Scheinfeld mit Fischhaus, Hohlweiler, Hohlweilermühle, Klosterdorf, Oberlaimbach, Ruthmannsweiler, Schleckenmühle, Schwarzenberg, Stadelmühle, (Unterlaimbach und Vettermühle), Ziegelhütte;
- Schnodsenbach mit Burgambach, (Erlabronn,) Grappertshofen und Schnodsenbachmühle;
- Thierberg mit Birkach, Frankfurt und Klösmühle.

### Ruralgemeinden
1818 gehörten 9 Ruralgemeinden zum Herrschaftsgericht:
- Burgambach mit Mühle;
- Frankfurt mit Klösmühle;
- Grappertshofen mit Hohlweiler und Hohlweilermühle;
- Kornhöfstadt mit Dorfmühle, Birkach und Neuses;
- Ruthmannsweiler mit Schlackenmühle;
- Scheinfeld mit Ziegelhütte;
- Schnodsenbach mit SchnodsenbachmühleZeisenbronn und Zeisenbronn;
- Thierberg mit Fischhaus, Klosterdorf und Schwarzenberg;
- Unterlaimbach.

1818 gab es im Herrschaftsgericht Schwarzenberg 2695 Einwohner, die sich auf 643 Familien verteilten und in 599 Anwesen wohnten.

## Weitere Entwicklung
Vom Herrschaftsgericht Burghaslach kamen vor 1837 folgende Gemeinden hinzu:
- Appenfelden mit Lohmühle;
- Geiselwind mit Röhrensee, Schleifmühle, Schnackenmühle, Theuerleinsmühle und Weingartsmühle
- Langenberg;
- Prühl mit Prühlermühle;
- Wasserberndorf mit Hohnsberg, Holzberndorf, Hutzelmühle, Lohmühle und Seeramsmühle.

Nach 1829, jedoch vor 1837, kam Lerchenhöchstadt vom Landgericht Neustadt an der Aisch an das Herrschaftsgericht Schwarzenberg. Es wurde Gemeindeteil von Thierberg.
1840 hatte das Herrschaftsgericht Schwarzenberg eine Gebietsfläche von zwei Quadratmeilen (≈110 km²) und 4346 Einwohner, wovon 2631 Katholiken, 1468 Protestanten und 247 Juden waren. Es gab 41 Ortschaften (1 Stadt, 1 Markt, 3 Pfarrdörfer, 3 Kirchdörfer, 11 Dörfer, 6 Weiler und 16 Einöden) und 14 Gemeinden (1 Magistrat 3. Klasse, 1 Marktgemeinde und 12 Landgemeinden).